# چه برنده، چه بازنده
چه برنده، چه بازنده (انگلیسی: Win or Lose) نام یک مجموعه تلویزیونی پویانمایی رایانه‌ای، ساختهٔ شرکت پیکسار است که شبکهٔ تلویزیونی دیزنی پلاس تهیه شده است. از بازیگران این سریال می‌توان به ویل فورته و رزا سلزار اشاره کرد. آهنگساز این مجموعه، رامین جوادی است.

## خلاصه داستان
داستان این مجموعهٔ تلویزیونی دربارهٔ یک تیم سافت‌بال مختلط دوره متوسطه به نام «پیکلز» در هفته منتهی به مسابقهٔ بزرگ قهرمانی آن‌ها است. هر قسمت ۲۰ دقیقه‌ای رویدادهای یکسانی را از منظر یک عضو متفاوت تیم با نزدیک شدن به بازی نهایی، مانند بازیکنان دیگر، والدین آن‌ها و داور مسابقه، با تمرکز دو داستان به‌خصوص روایت می‌کند.

## قسمت‌ها
| شم.       | عنوان               | کارگردان                | نویسنده                 | تاریخ پخش اصلی |
| --------- | ------------------- | ----------------------- | ----------------------- | -------------- |
| اعلان‌نشده | «ونسا: مامانِ باحال» | کری هابسون و مایکل ییتس | کری هابسون و مایکل ییتس | اعلان‌نشده      |